# Jürgen Schneider (Schriftsteller)

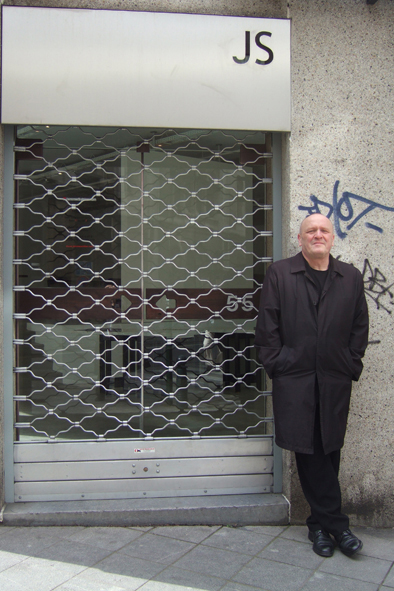
Jürgen Schneider, 2008

Jürgen Schneider (* 5. Dezember 1952 in Wiesbaden) ist ein deutscher Übersetzer, Herausgeber und Autor.

## Leben
Jürgen Schneider besuchte in Wiesbaden das Wirtschaftsgymnasium. Sein Studium der Anglistik, Politikwissenschaft und Geschichte erfolgte in den Jahren 1971 bis 1977 in Frankfurt am Main an der Goethe-Universität. Nach dem Studium arbeitete er zunächst in einer Fabrik, dann im Büro einer Frankfurter Anwaltskanzlei.
Seine erste Übersetzung erschien 1982. Von 1984 bis 1986 absolvierte er eine Buchhändlerlehre in Darmstadt und war Mitbegründer des Verlags der Georg-Büchner-Buchhandlung. 1989 ließ er sich Dublin nieder. Die gemeinsam mit Michael Cronin und Liam Mac Cóil verfasste Studie Literature without Frontiers. Irish Literary Translation in the European Context/Litríocht gan Teorainn. An tAistriú Litheartha Eireannach i gComhtéacs na hEorpa (1990) führte zur Gründung von Ireland Literature Exchange.
1990 war Schneider Mitbegründer des Dubliner Verlages LiterÉire. Bekannt wurde er in diesem Jahr durch seine Übersetzung des Romans The Hare of the Dog (dt. Der Hund) aus der Feder des Belfaster Schriftstellers Sean McGuffin. Jürgen Busche schrieb in der Wochenpost: „Wer McGuffin ist, weiß man nicht so richtig. Er lebt, heißt es, seit er Belfast verlassen hat, als Rechtsanwalt in San Francisco. In Belfast kennt ihn niemand. Auch seine Bücher sind dort unbekannt. Es scheint sie nur auf deutsch zu geben. Besser bekannt ist Jürgen Schneider, der als Übersetzer dieser Bücher firmiert. So muss man sich, was Lob und Liebe betrifft, an ihn halten.“
1991 kehrte Schneider nach Deutschland zurück und gründete in Berlin-Prenzlauer Berg die galerie + edition caoc, zeigte Werke irischer und anderer internationaler Künstler und gab Künstlerbücher und -editionen heraus 1999 war er Gastdozent an der Limerick School of Art and Design.
Schneider erhielt mehrere Stipendien für Arbeitsaufenthalte im In- und Ausland. Sein erster Roman, RMX, ist im Oktober 2011 erschienen. Tagesmedien, in denen er publiziert, sind die junge Welt und die taz.

## Auszeichnungen
- The Kathy Acker Award 2014 For Achievement in the The Avant Garde[5]

## Werke (Auswahl)
- (mit Ralf Sotscheck) Irland – Eine Bibliographie selbständiger Publikationen 16. Jahrhundert bis 1989. Darmstadt: Verlag der Georg Büchner Buchhandlung, 1988
- Produktion, Handel und Konsum von Kaffee (15. bis Ende 18. Jh.). In: Hans Pohl (Hrsg.): The European Discovery of the World and its Economic Effects on Pre-Industrial Society, 1500–1800. Stuttgart 1990, S. 122–137.
- (mit Hans-Christian Oeser u. Ralf Sotscheck) Dublin. Stadt und Kultur. Darmstadt/Moers: Verlag Jürgen Häusser/Verlag Irland Journal, 1992 (2. Auflage 1994)
- (mit Dietrich Schulze-Marmeling u. a.) Nordirland. Geschichte, Landschaft, Kultur & Touren. Göttingen: Verlag die Werkstatt, 1996
- Irisch Kochen. Gerichte und ihre Geschichte. Göttingen: Verlag die Werkstatt, 1999 (2. Auflage 2004)
- James Joyce in Wiesbaden. Wiesbaden: Verlag Thorsten Reiß, 2005
- (mit Hans-Christian Oeser): James Joyce. Leben. Werk. Wirkung. Frankfurt am Main, Suhrkamp Verlag, 2007, ISBN 978-3-518-18221-5.
- RMX. Roman. – Berlin: Karin Kramer Verlag, 2011
- Kundus #Krieg #Theater. Berlin: Hybriden Verlag, 2017 (Vorzugsausgabe mit vier Siebdrucken und einem Foto); Volksausgabe: Distillery Press, Berlin, 2017.
- Anilingasse – Ein Wien-Diarium. edition baes 2018. ISBN 978-3-9504419-3-2

### Übersetzungen (Auswahl)
- Sean McGuffin: Der Hund. Ein Thriller. Hamburg: Edition Nautilus, 1990 (2. Auflage 1997)
- (mit Durs Grünbein, Stefan Döring, Peter Waterhouse, Bert Papenfuß-Gorek) Paul Durcan: The Berlin Wall Café. Berlin: Druckhaus Galrev, 1991
- Sean McGuffin: Ich tanzte mit dem Mann, der mit Chuck Berry getanzt hat. Kurzgeschichten. Hamburg: Edition Nautilus, 1993
- Hakim Bey: T.A.Z. Temporäre Autonome Zone. Berlin/Amsterdam: Edition ID-Archiv, 1994
- Seamus Heaney: Die Poesie würdigen. Darmstadt: Verlag Jürgen Häusser, 1996
- John McGuffin: Der fette Bastard. Roman. Hamburg: Edition Nautilus, 1996
- Anne Enright: So fern Engel sehen. Roman. Frankfurt/M.: Fischer Taschenbuch Verlag, 1998
- Anne Enright: Die tragbare Jungfrau. Kurzgeschichten. Frankfurt/M.: Fischer Taschenbuch Verlag, 1999
- John McGuffin: Last Orders. Neue Geschichten. Hamburg: Edition Nautilus, 2001
- Mary Low/Juan Breá: Spanisches Notizbuch. Hamburg: Edition Nautilus, 2002
- Vera Broido: Tochter der Revolution. Eine russische Kindheit. Hamburg: Edition Nautilus, 2004
- Jason Rhoades: 1724 – Birth of the Cunt. Paris: Silverbridge, 2004
- Keith Ridgway: Wolkenpferde. Novelle. Berlin: Wagenbach, 2006
- Micky Donnelly: Belfaster Doppel. Roman. Hamburg: Edition Nautilus, 2007
- Keith Ridgway: Normalzeit. Kurzgeschichten. Berlin: Wagenbach, 2007
- Peter Lamborn Wilson: Piraten Anarchisten Utopisten – Mit ihnen ist kein Staat zu machen. Berlin: Karin Kramer Verlag, 2009
- Howard Zinn: Schweigen heißt lügen. Autobiographie. Hamburg: Edition Nautilus, 2009
- (mit Hans-Christian Oeser) Anne Enright: Alles, was du wünschst. Kurzgeschichten. München: DVA, 2009
- Jack Hirschman: Wer trägt Sorge (Gedichte). Zirl: Edition Baes, 2010
- Ruth Weiss: A parallel planet of people and places. stories and poems, englisch/deutsch. Zirl: Edition Baes 2012. ISBN 978-3-9503233-3-7.
- Alan Kaufman: Zwangsjackenelegien. Poetry aus dem amerikanischen Untergrund. Zirl: Edition Baes 2013. ISBN 978-3-9503559-0-1.
- Boris Kagarlitzki: Die Revolte der Mittelklasse. Hamburg: Laika-Verlag, 2013. (= LAIKAtheorie Band 30), 248 S. ISBN 978-3-942281-42-3.
- Sebastian Budgen: Stathis Kouvelakis. Slavoj Zizek (Hrsg.), Lenin Reloaded. Hamburg: Laika Verlag (= LAIKAtheorie Bd. 31), 2014. ISBN 978-3-942281-14-0.
- Alan Kaufman: Judenlümmel. Zirl: Edition Baes, 2014. ISBN 978-3-9503811-0-8.

### Herausgeber (Auswahl)
- (mit Oscar Gilligan and Ralf Sotscheck) The Birmingham Six: An Appalling Vista. An International Anthology of Support By 55 Writers and Artists. Dublin, LiterÉire, 1990.
- CAOC – Jahr der Lüge I. Berlin: edition caoc, 1992.
- Irrlandt Ireland Irland. Berlin: Druckhaus Galrev, 1993.
- Irland Almanach. Unrast Verlag Münster, 1999-2002; Mitherausgeber: Hans-Christian Oeser, Jörg W. Rademacher, Dietrich Schulze-Marmeling, später: Gabriele Haefs, Ralf Sotscheck.
- (mit Hans-Christian Oeser) Irische Liebesgeschichten. Hamburg: Rotbuch Verlag, 2002.
- Sean McGuffin. Unrepentant Fenian Bastard. Berlin: telegraph, 2002 (= surrogate #2).
- Paddy’s Speis und Trank. Eine kulinarische Reise durch die irische Literatur. Göttingen: Verlag die Werkstatt, 2004.
- Victor Sloan, Walk. Katalogbuch. Augsburg: Kulturbüro, 2004.
- Belfast. Europa Erlesen. Klagenfurt: Wieser Verlag, 2007.
- Zudem Mitherausgeber des bisher (2011) viermal zu verschiedenen Themen erschienenen irland-almanach im Unrast-Verlag, Münster.
- Cork. Europa erlesen. Klagenfurt: Wieser Verlag, 2012. ISBN 978-3-99029-024-8.
- Steve Dalachinsky: Vorstoßen ins Unbekannte (englisch/deutsch). Gedichte & Collagen. Herausgegeben von Jürgen Schneider, der auch die Gedichte übersetzte (2021).